# Ant Banks
Ant Banks es un rapero y productor de varios artistas de la costa oeste, nacido en Oakland California. Sus colaboraciones con Too $hort le empujaron a empezar a producir temas para él mismo.

## Discografía

### Álbumes de estudio
- 1993: Sittin' on Somethin' Phat
- 1994: The Big Badass
- 1995: Do or Die

### Compilaciones
- 1997: Big Thangs
- 1998: The Best of Ant Banks

### Colaboraciones
- 1995: Don't Try This at Home (con The Dangerous Crew)
- 1999: Derty Werk (con T.W.D.Y.)
- 2000: Lead the Way (con T.W.D.Y.)

## Álbumes con la producción de Ant Banks
1989
- MC Ant - The Great

1990
- Pooh-Man - Teardrops (EP)
- Pooh-Man - Life of a Criminal

1991
- Spice 1 - Let It Be Known (EP)
- Various Artists - Juice

1992
- Dangerous Dame - Same Ole Dame
- Pooh-Man - Funky As I Wanna Be
- Spice 1 - Spice 1
- Too Short - Shorty the Pimp

1993
- Dru Down - Dru Down
- Spice 1 - 187 He Wrote
- Too Short - Get in Where You Fit In
- Various Artists - Menace II Society

1994
- Dru Down - Explicit Game
- Goldy - In The Land Of Funk
- Rappin' 4-Tay - Don't Fight the Feelin'
- Spice 1 - AmeriKKKa's Nightmare
- Various Artists - B-Ball's Best Kept Secret

1995
- Gangsta P - Meet The Lil Gangsta
- Rappin' Ron & Ant Diddley Dog - Bad N-Fluenz
- South Central Cartel - S.C.C. Presents Murder Squad Nationwide
- Spice 1 - 1990-Sick
- Too Short - Cocktails

1996
- C.R.I.S.I.S. - Crazy Real Insane Soldiers In Sacramento
- E-40 - Tha Hall of Game
- Mac Mall - Untouchable
- Mr. ILL - Rebirth
- Too Short - Gettin' It
- Various Artists - America Is Dying Slowly

1997
- 187 Fac - Fac Not Fiction
- 3X Krazy - Stackin' Chips
- Mack 10 - Based on a True Story
- MC Breed - Flatline
- Rappin' 4-Tay - 4 Tha Hard Way
- Spice 1 - The Black Bossalini (a.k.a. Dr. Bomb from Da Bay)
- Various Artists - In tha Beginning…There Was Rap

1998
- Bad Azz - Word on Tha Street
- E-40 - The Element of Surprise
- Eightball - Lost
- MC Ren - Ruthless for Life
- Mean Green - Major Players Compilation
- Rappin' 4-Tay - Bigga Than Da Game
- WC - The Shadiest One
- Various Artists - Straight Outta Compton: N.W.A 10th Anniversary Tribute
- Various Artists - Woo

1999
- B-Legit - Hempin' Ain't Easy
- CJ Mac - Platinum Game
- E-40 - Charlie Hustle: The Blueprint of a Self-Made Millionaire
- MC Eiht - Section 8
- Snoop Dogg - No Limit Top Dogg
- Suge Knight - Represents: Chronic 2000
- Too Short - Can't Stay Away

2000
- Captain Save 'Em - My Cape is in the Cleaners
- Dual Committee - Dual Committee
- Too Short - You Nasty
- Various Artists - Romeo Must Die
- Various Artists - Too Gangsta for Radio

2001
- The Click - Money & Muscle
- Too Short - Chase the Cat

2002
- Celly Cel - Song'z U Can't Find
- King T - Thy Kingdom Come
- Too Short - What's My Favorite Word?

2003
- Too Short - Married to the Game

2004
- E-40 - The Best of E-40: Yesterday, Today and Tomorrow
- Hussein Fatal - Fatalveli, Volume 2: The Mixtape

2007
- V-White - Perfect Timin'